# Richard Speck
Richard Benjamin Speck (Kirkwood, 6 dicembre 1941 – Joliet, 5 dicembre 1991) è stato un assassino statunitense.
Divenne ai suoi tempi assai noto negli Stati Uniti per aver rapito, torturato, stuprato e poi ucciso otto allieve infermiere del "South Chicago Community Hospital" di Chicago nella notte tra il 13 e il 14 luglio 1966.
Una potenziale nona vittima, la giovane Corazon Amurao, trovatasi per caso nell'edificio dove avvenne il massacro, riuscì a nascondersi e ad avvertire gli inquirenti fornendo loro una descrizione dettagliata del criminale. Speck fu arrestato pochi giorni dopo grazie ad un tatuaggio con la scritta "Born to raise Hell" (nato per scatenare l'inferno).
Venne indagato anche per altri omicidi, accusa dalla quale fu prosciolto per insufficienza di prove.
Speck venne condannato a morte, ma la Corte Suprema degli Stati Uniti d'America rivide il giudizio poco prima dell'esecuzione nel 1972, sicché egli morì in carcere nel 1991.

## Biografia

### Infanzia
Richard Benjamin Speck nacque a Kirkwood (Illinois), settimo degli otto figli di Benjamin Franklin Speck e Mary Margaret Carbaugh Speck. La famiglia si trasferì a Monmouth, Illinois, poco tempo dopo la sua nascita. Speck e la sorella minore Carolyn (nata nel 1943) erano molto più piccoli delle altre quattro sorelle e dei due fratelli maggiori. Uno dei fratelli maggiori di Speck, Robert, morì all'età di 23 anni in un incidente d'auto nel 1952. Il padre lavorava come imballatore presso la Western Stoneware di Monmouth e in precedenza era stato un allevatore di bestiame. Speck era molto attaccato al padre, che morì nel 1947 a causa di un infarto a 53 anni, quando lui aveva sei anni.
Qualche anno dopo, il 10 maggio 1950, sua madre si risposò con un assicuratore texano, Carl August Rudolph Lindberg, che aveva conosciuto durante un viaggio in treno a Chicago. Lindberg era un forte bevitore, con svariati precedenti penali per rissa e guida in stato di ebbrezza, ed era l'opposto del padre di Speck, astemio e gran lavoratore. Speck e Carolyn andarono a stare per qualche mese dalla sorella sposata Sara Thornton a Monmouth, poi raggiunsero la madre e Lindberg nel paesino rurale di Santo (Texas), vicino a Fort Worth.

### Adolescenza e primi crimini
Dopo un anno trascorso a Santo, Richard Speck si trasferì insieme alla madre, al patrigno e alla sorella Carolyn, nella zona orientale di Dallas, Texas, dove vissero in dieci indirizzi diversi in quartieri poveri per i successivi dodici anni. Richard cominciò a provare sempre più risentimento nei confronti del patrigno spesso ubriaco e assente, che lo vessava psicologicamente con insulti e denigrazioni di vario genere. Speck, studente di poco profitto che sebbene ne avesse bisogno, si vergognava di portare gli occhiali, cambiò diverse scuole a Dallas. Abbandonò gli studi poco tempo dopo il suo sedicesimo compleanno. Aveva cominciato a bere alcolici all'età di 12 anni e arrivato ai 15, era ubriaco quasi ogni giorno. Fu arrestato per la prima volta nel 1955, all'età di tredici anni, seguirono dozzine di altri arresti per reati minori nei successivi otto anni.
Dal 1960 al 1963 lavorò come operaio in una fabbrica della 7 Up di Dallas. Nell'ottobre 1961, Speck conobbe la quindicenne Shirley Annette Malone. I due si frequentarono e dopo tre settimane, la ragazza rimase incinta. Si sposarono il 19 gennaio 1962. Il 5 luglio 1962 nacque la sua prima figlia, Robbie Lynn, mentre Speck stava scontando una condanna in carcere di 22 giorni per disturbo della quiete pubblica.
Nel luglio 1963, Speck fu nuovamente arrestato per aver rubato e incassato un assegno di 44 dollari che apparteneva a un suo collega. Rapinò anche un negozio di alimentari, rubando sigarette, birra e 3 dollari in contanti. Il ventunenne Richard Speck venne arrestato per rapina poco tempo dopo e fu condannato a tre anni di carcere. Uscì in libertà condizionata dopo 16 mesi.
Una settimana dopo, il 9 gennaio 1965, Speck minacciò con un coltello una donna in un parcheggio, ma fuggì quando la vittima si mise a strillare. Sopraggiunta in loco in pochi minuti, la polizia lo arrestò pochi isolati dopo. Speck tornò quindi in carcere, ma uscì dopo soli sei mesi, il 2 luglio 1965.
Successivamente, lavorò come autista di camion per la Patterson Meat Company ma ebbe sei incidenti prima di essere licenziato per non essersi presentato al lavoro. Nel dicembre 1965, su raccomandazione della madre, Speck (che all'epoca si era separato dalla moglie) si mise con una donna divorziata di 29 anni, ex-wrestler professionista. Nel gennaio 1966, la prima moglie di Speck chiese il divorzio. Lo stesso mese, Speck accoltellò un uomo durante una rissa. Fu condannato a tre giorni di carcere e al pagamento di una multa di 10 dollari.
Il 6 marzo 1966, Speck rapinò un altro negozio di alimentari, rubando 70 pacchetti di sigarette per poi rivenderli. Poi fuggì in autobus a Chicago, Illinois.
Inizialmente andò a stare da sua sorella Martha Thornton e dalla sua famiglia a Chicago per qualche giorno, per poi fare ritorno alla sua città natale di Monmouth, Illinois, dove si stabilì da alcuni vecchi amici di famiglia. Il fratello di Speck, Howard, era un falegname e gli trovò lavoro nella zona. Speck si infuriò quando venne a sapere che la sua ex moglie si era risposata due giorni dopo aver ottenuto il divorzio da lui. Ricominciò a bere pesantemente.
Il 3 aprile, la signora Virgil Harris, 65 anni e residente a Monmouth, fece ritorno a casa a notte fonda e trovò in casa un ladro che stava svaligiando l'appartamento. L'uomo la minacciò con un coltello, la legò e la violentò e poi fuggì con la refurtiva.
Una settimana dopo, Mary Kay Pierce, trentaduenne cameriera in un bar di Monmouth, fu vista per l'ultima volta alle 12:45 del 9 aprile. Il suo corpo fu ritrovato il 13 aprile. Era stata uccisa da una coltellata all'addome che le aveva perforato il fegato.
Speck era solito frequentare il locale dove lavorava la vittima, il Frank's Place, così la polizia di Monmouth lo interrogò circa la morte della Pierce e gli chiese di rimanere in città a disposizione per altri eventuali interrogatori. Quando il 19 aprile la polizia si presentò all'albergo dove soggiornava Speck, il Christy Hotel, per continuare le indagini, gli agenti scoprirono che l'uomo aveva lasciato l'hotel poche ore prima dicendo che si recava in lavanderia. Perquisendo la sua stanza furono rinvenuti i gioielli e una radio rubati dalla casa di Mrs. Virgil Harris. Speck era fuggito nuovamente a Chicago facendo perdere le sue tracce.

### Omicidio delle otto allieve infermiere
Mercoledì 13 luglio 1966, dopo aver passato tutto il giorno a sbronzarsi in vari bar di Chicago, Speck conobbe la cinquantatreenne Ella Mae Hooper in un locale. La portò a casa sua, la stuprò e le rubò la pistola calibro .22 che la donna teneva nella borsetta.
Alle 23 del 13 luglio 1966, Speck si recò al numero 2319 di E. 100th Street nel quartiere South Deering di Chicago, dove era in funzione un dormitorio per allieve infermiere. Si fece aprire la porta da una delle ragazze minacciandola con la pistola che aveva rubato alla Hooper e poi, armato di un coltello, torturò e uccise Gloria Davy, Patricia Matusek, Nina Jo Schmale, Pamela Wilkening, Suzanne Farris, Mary Ann Jordan, Merlita Gargullo e Valentina Pasion. Speck, che in seguito avrebbe dichiarato di essere stato sotto l'influsso di alcol e droghe, potrebbe aver inizialmente pianificato di rapinare semplicemente le donne, ma poi la situazione gli sarebbe scappata di mano. Speck tenne prigioniere le ragazze in una stanza per ore, facendole uscire dalla stessa una per volta, pugnalandole o strangolandole a morte, per poi violentare e uccidere l'ultima vittima, Gloria Davy. Una delle ragazze, Corazon Amurao, riuscí a salvarsi nascondendosi sotto un letto. Speck potrebbe aver perso il conto del numero delle donne che vivevano nell'appartamento durante la sua furia omicida. La Amurao rimase nascosta fino alle 6 di mattina circa.
Le impronte digitali rinvenute sulla scena dei delitti combaciarono con quelle di Speck.
Due giorni dopo la strage, Speck fu identificato da un uomo di nome Claude Lunsford. Speck, Lunsford, e un altro uomo avevano bevuto insieme un bicchiere la sera del 15 luglio sulla scala antincendio dello Starr Hotel al n. 617 W. Madison. Il 16 luglio, Lunsford vide un identikit del probabile assassino su un giornale e telefonò alla polizia, dopo aver invitato Speck nella sua stanza per un'altra bevuta allo Starr Hotel. La polizia, tuttavia, non rispose alla chiamata anche se esistono i tabulati telefonici che dimostrarono che venne fatta. Quella sera Speck tentò il suicidio, e un dipendente dello Starr Hotel chiamò un'ambulanza verso mezzanotte. Speck fu trasportato al Cook County Hospital. All'ospedale, Speck fu riconosciuto dal Dr. LeRoy Smith, un medico chirurgo di 25 anni, che aveva letto un articolo di giornale circa il tatuaggio "Born To Raise Hell" del criminale. Fu chiamata la polizia, e Speck fu arrestato.

### Confessione
Speck disse di non ricordarsi nulla degli omicidi, ma risultò che aveva confessato tutto al dottor LeRoy Smith al pronto soccorso del Cook County Hospital. Smith non fu chiamato a testimoniare, perché l'ammissione di colpa era avvenuta mentre Speck era sotto sedazione. Il giudice della Corte Suprema dell'Illinois John J. Stamos, decise che la confessione di Speck in ospedale non era necessaria, dato che c'era un testimone oculare dei crimini (Corazon Amurao). Speck confessò gli omicidi per la prima volta in pubblico solo nel 1978 quando parlò con il giornalista del Chicago Tribune Bob Greene. In un'intervista filmata nella prigione Stateville Correctional Center nel 1988, Speck raccontò in dettaglio i brutali omicidi. Disse ancora che quella sera era drogato, ma aggiunse anche che "avrebbe benissimo potuto farlo anche da sobrio".

### Processo e condanna
Il processo a Speck ebbe inizio il 3 aprile 1967 a Peoria, Illinois. In aula, Speck venne riconosciuto dall'unica allieva infermiera sopravvissuta all'eccidio, Corazon Amurao. Quando alla Amurao fu chiesto di identificare il killer delle sue compagne, la ragazza si alzò dalla sedia dal banco dei testimoni, si posizionò direttamente davanti a Speck e lo indicò con il dito, quasi toccandolo, e disse: «È questo l'uomo».
Il 15 aprile, dopo 49 minuti di delibera, la giuria trovò Speck colpevole dei reati ascrittigli e raccomandò la pena di morte. Il 5 giugno, il giudice Herbert J. Paschen condannò Speck alla sedia elettrica, ma sospese l'applicazione della pena in vista dell'appello. La Corte Suprema dell'Illinois confermò la condanna il 22 novembre 1968.
Nel 1972 la pena venne commutata in ergastolo. Il 21 novembre 1972, a Peoria, il giudice Richard Fitzgerald ri-condannò Speck a 1.200 anni di prigione, con un minimo di 400 anni da scontarsi in carcere.

### Detenzione
Incarcerato presso lo Stateville Correctional Center a Crest Hill (Illinois), a Speck fu affibbiato il soprannome "Birdman" in riferimento al film L'uomo di Alcatraz, dato che egli cominciò a tenere un paio di passeri nella sua cella. Veniva descritto come un solitario che collezionava francobolli e amava ascoltare musica. Tuttavia, Speck non era un detenuto modello; fu spesso sorpreso ad assumere droghe o a distillare moonshine.
Speck non gradiva la stampa, e concesse una sola intervista, nel 1978 a Bob Greene, giornalista del Chicago Tribune. Durante l'intervista, egli confessò pubblicamente gli omicidi per la prima volta, e disse di ritenere che sarebbe uscito di prigione circa nel "2000" e che sperava di poter aprire un negozio di alimentari.
Speck disse che all'epoca del massacro "non aveva sentimenti", ma che ora le cose erano cambiate. Si disse dispiaciuto per i parenti delle vittime e aggiunse che se il fatto fosse accaduto oggi, probabilmente avrebbe solo rapinato le ragazze e non le avrebbe uccise.
Nel suo libro La storia vera del primo cacciatore di serial killer americano (Mind Hunter: Inside FBI’s Elite Serial Crime Unit), John E. Douglas del dipartimento scienze comportamentali dell'FBI, riportò un episodio accaduto in carcere che Speck gli aveva raccontato durante un'intervista: "Lui aveva trovato un uccellino ferito a un'ala e lo aveva curato nella sua cella nutrendolo con un contagocce. Quando il passero si riprese, Speck gli legò uno spago a una zampetta e lo tenne sulla spalla come animale da compagnia. A un certo punto, una guardia gli disse che non era consentito tenere animali. «Non posso tenerlo?» rispose Speck, poi gettò l'uccellino in un ventilatore d'acciaio, e il volatile finì smembrato all'istante. Inorridito, il secondino disse: «Pensavo ti piacesse quell'uccello», e Speck rispose: «Infatti... ma se non posso averlo io, nessuno può»."

### Video in carcere
Nel maggio 1996, il giornalista televisivo di Chicago Bill Kurtis ricevette una videocassetta registrata nello Stateville Correctional Center nel 1988 da una fonte anonima. Nel video si vedevano scene esplicite di sesso tra carcerati, spaccio e consumo di droghe e circolazione di denaro tra i prigionieri dentro le mura del carcere; in una scena in particolare si vede Richard Speck che pratica sesso orale su un detenuto di colore, mentre consuma grandi quantità di cocaina, sfila in mutandine di seta e mostra di avere un seno femminile (presumibilmente frutto di un trattamento a base di ormoni) dichiarando quanto gli piaccia essere posseduto da uomini. Una voce fuori campo chiede a Speck se è stato lui ad uccidere le infermiere, e lui risponde: «Certo che l'ho fatto». Interrogato sul perché, egli replicò scherzando: «Semplicemente non era la loro serata». Aggiunse inoltre di non essersi pentito dopo tutti questi anni, e concluse descrivendo in dettaglio cosa si prova a strangolare una persona: «Non è come in tv... ci vogliono oltre tre minuti e bisogna essere molto forti».

### Morte
Speck morì in carcere a causa di un infarto il 5 dicembre 1991, alla vigilia del suo cinquantesimo compleanno.
La sorella di Speck, temendo che la sua tomba potesse essere vandalizzata, decise di farlo cremare, e le sue ceneri furono disperse in una località segreta.

## Riferimenti nella cultura di massa
Ritenuto clamoroso, il caso ha ispirato diversi artisti, ad esempio il regista Kōji Wakamatsu (film Angeli violati, 1967) e il film Dieci minuti a mezzanotte  (10 to Midnight) del 1983 con Charles Bronson. Inoltre, il regista Ryan Murphy ne ha tratto ispirazione per realizzare una sottotrama nella prima stagione della serie televisiva American Horror Story, e il suo personaggio, interpretato da Jack Erdie, viene intervistato nel nono episodio della prima stagione della serie televisiva Mindhunter.
La figura di Richard Speck è anche protagonista dello sfondo storico dell'episodio della quinta stagione di Mad Men intitolato Sconosciuti alla porta (Mystery Date).
Speck è citato nel discorso contro il P.I.L. di Robert Kennedy del marzo 1968 tenuto all'Università del Kansas.
Nel 1976, è stato prodotto Born for Hell, film sul massacro delle otto infermiere, ambientato in Irlanda del nord e avente per protagonista un reduce del Vietnam. Uscito in Italia con il titolo E la notte si tinse di sangue, vede Leonora Fani nella parte di Jenny, una delle infermiere.
Speck è uno dei serial killer con cui Beverly Sutphin, la protagonista di La signora ammazzatutti (film del 1994 di John Waters con Kathleen Turner), intrattiene una corrispondenza epistolare, il marito infatti trova una busta contenente una foto di Speck (un evidente fotomontaggio in posa da culturista) con dedica a Beverly. 
Chicago Massacre: Richard Speck è un film horror del 2007 scritto e diretto da Michael Feifer. Il film, presentato in anteprima al Beverly Hills Film Festival del 2007, è basato sui crimini dell'assassino di massa di Chicago Richard Speck e vede Corin Nemec nei panni di Speck.
Il brano What the Heck Richard Speck?: Eight Nurses You Wrecked dei Macabre contenuto nel disco Sinister Slaughter del 1993 è incentrato sulla figura di Richard Speck.
Richard Speck ha ispirato anche un personaggio del manga giapponese Baki the Grappler, dal nome, appunto, Speck.